# Alex Legion
Alex Charles Legion (Detroit, 16 novembre 1988) è un ex cestista statunitense naturalizzato giordano.

## Carriera
Milita inizialmente nella high school Oak Hill Academy e successivamente si trasferisce al collage ai Kentucky Wildcats University, Illinois Fighting e nel Florida International University di Isiah Thomas.
Lascia il basket universitario statunitense per approdare in Europa nella massima lega ungherese militando nelle file della formazione del PVSK Panthers di Pécs. Successivamente si trasferisce in Italia nei Roseto Sharks, in Libano con i Sagesse Beirut (Hekmeh BC) di Beirut, ancora in Italia con Veroli. Nel 2013-2014 fu miglior marcatore della Divisione Nazionale A Silver, con 23,6 punti di media.
Nel dicembre del 2014 si trasferisce nella Pallacanestro Trapani. Dopo aver disputato il campionato italiano, si sposta in Qatar, per giocare con il Al-Jaish Sport Club Basketball.
A fine gennaio 2016, terminata l'esperienza in Qatar, firma con i greci dell'Arkadikos fino al termine della stagione.
Inizia la nuova stagione nelle file della Viola Reggio Calabria, nella serie A2 italiana. Il 23 gennaio 2017 firma con la Fortitudo Pallacanestro Bologna 103 fino al termine della stagione. Il 1º febbraio 2018 viene tesserato dalla Pallacanestro Mantovana dove milita sempre in Serie A2.